# Extreme Rules 2011
Extreme Rules 2011 was een professioneel worstel-pay-per-viewevenement dat geproduceerd werd door WWE. Dit evenement was de derde editie van Extreme Rules en vond plaats in de St. Pete Times Forum in Tampa (Florida) op 1 mei 2011.

## Achtergrond
De eerste match dat werd aangekondigd was een Ladder match tussen de World Heavyweight Champion Edge en Alberto Del Rio. De match werd op 11 april 2011, tijdens de Raw aflevering, geannuleerd vanwege Edge's blessure. Op advies van de dokters moest Edge stoppen met het professioneel worstelen.

## Matchen
| Nr.                                                                          | Match | Winnaar(s)                  |
| ---------------------------------------------------------------------------- | --- | --------------------------- |
| 1                                                                            | Randy Orton vs. CM Punk in een Last Man Standing match                                                                     | Randy Orton                 |
| 2                                                                            | Sheamus (c) vs. Kofi Kingston in een Table match voor het WWE United States Championship                                   | Kofi Kingston (nc)          |
| 3                                                                            | Jerry Lawler & Jim Ross vs. Michael Cole & Jack Swagger in een Tag team Country Whipping match                             | Michael Cole & Jack Swagger |
| 4                                                                            | Cody Rhodes vs. Rey Mysterio in een Falls Count Anywhere match                                                             | Rey Mysterio                |
| 5                                                                            | Layla vs. Michelle McCool in een No Count-Out, No Disqualification match                                                   | Layla1                      |
| 6                                                                            | Alberto Del Rio vs. Christian in een Ladder match voor het beschikbare WWE World Heavyweight Championship                  | Christian (nc)              |
| 7                                                                            | Big Show & Kane (c) vs. Wade Barrett & Ezekiel Jackson in een Tag team Lumberjack match voor het WWE Tag Team Championship | Big Show & Kane (c)         |
| 8                                                                            | The Miz (c) vs. John Morrison vs. John Cena in een Triple Threat Steel Cage match voor het WWE Championship                | John Cena (nc)              |
| (c) huidige kampioen voor en na de match \| (nc) nieuwe kampioen na de match | |                             |

1De verliezer moet de WWE verlaten. Michelle McCool verloor en moest dus WWE verlaten. Na de wedstrijd wilde McCool afscheid nemen van het publiek maar dat werd verstoord door het WWE debuut van Karma en Karma viel McCool aan.